# Max Simon
Max Simon (6 de enero de 1899 - 1 de febrero de 1961) fue un comandante alemán de las SS y criminal de guerra durante la II Guerra Mundial. Simon fue uno de los primeros miembros de las SS a principios de la década de 1930. Ascendió de grado en las SS, convirtiéndose en comandante de un cuerpo durante la II Guerra Mundial. Después de la guerra, Simon fue condenado por su papel en la masacre de Marzabotto y en la masacre de Sant'Anna di Stazzema.

## Primeros años
Simon nació en Breslau. En 1917 se unió al ejército y sirvió en la 11.ª División. Sirvió en Macedonia y en el frente occidental, siendo condecorado con la Cruz de Hierro de segunda clase. Al final de la guerra se unió al Freikorps en Silesia y luchó contra fuerzas polacas. Su unidad fue posteriormente incorporada al Reichswehr como el 16.º Regimiento de Caballería y Simon fue promovido a Unterfeldwebel.
En mayo de 1933 se unió a las SS y al Partido Nazi, y fue asignado al 47.º SS-Standarte en Gera y fue promovido a Untersturmführer (Teniente Segundo) en noviembre de 1934, hasta que se le ordenó la creación de una nueva unidad en 1935, el 1.º SS Totenkopfstandarte Oberbayern y se le dio el rango de Standartenführer (Coronel). En 1934 fue nombrado como el comandante del campo de concentración Sachsenburg. En 1938 tomó parte en el Anschluss de Austria, la ocupación de Bohemia y Moravia y la ocupación de los Sudetes.

## Segunda Guerra Mundial
Al inicio de la II Guerra Mundial, el Regimiento SS fue renombrado en octubre de 1939. El 1.º SS Totenkopfstandarte Oberbayern, como 1.º Regimiento de Granaderos Panzer de la División SS Totenkopf y posteriormente fue renombrado como 5.º Regimiento de Granaderos Panzer en 1943. Durante la batalla de Francia, Simon dirigió su regimiento en la captura de Pixie, Lyon, Orléans, Tours y Burdeos y después avanzó hasta la frontera con España.
En julio de 1941, Simon tomó parte en la invasión de la Unión Soviética, la Operación Barbarroja, como parte del Grupo de Ejércitos Norte, tomando Kraslava y abriéndose paso a través de la Línea Stalin, donde fue herido. Por la lucha en las batallas de la bolsa de Demyansk, Simon fue condecorado con la Cruz de Caballero y promovido a Oberführer (Coronel Sénior). En diciembre de 1942 fue promovido de nuevo a Brigadeführer (Brigadier General), antes de recibir el mando de la División SS Reichsführer-SS.
La División SS Reichsführer-SS iba a formarse en Hungría a partir del antiguo regimiento de Simon y la Sturmbrigade Reichsführer SS. En 1944, la división fue trasladada a Italia, y luchó, nunca completa, en Anzio y posteriormente en el sector del Arno, donde ganó reputación por su estabilidad aunque sufrió graves pérdidas durante las batallas en los Apeninos. La división también luchó contra partisanos por detrás de las líneas, perpetrando graves atrocidades contra civiles (masacre de Sant'Anna di Stazzema y masacre de Marzabotto), por lo que Simon fue condecorado con la hojas de roble de su Cruz de Caballero y la Cruz Alemana en oro, en octubre de 1944.
En noviembre de 1944, Simon fue promovido y se le dio el mando del XIII Cuerpo SS. El XIII Cuerpo SS fue desplegado en la región de Lorena contra el Ejército de EE. UU., y desde diciembre de 1944 defendió la Línea Sigfrido.
El XIII Cuerpo de Ejército SS se retiró al Sarre y al Palatinado donde inició la destrucción de los puentes sobre el Rin. En abril de 1945 entre el Meno y Jagst se topó con la 4.ª División Blindada de EE. UU. y participó en la intensa lucha en torno al Tauber - línea de Colombia y en torno Würzburg y Núremberg. El Cuerpo después luchó en retirada hacia el Danubio y en torno a Múnich. Por órdenes de Simon los puentes sobre el Isar cerca de Austria no fueron volados, ya que creía que no había necesidad ya que el fin de la guerra estaba cerca.

## Matanza en Brettheim

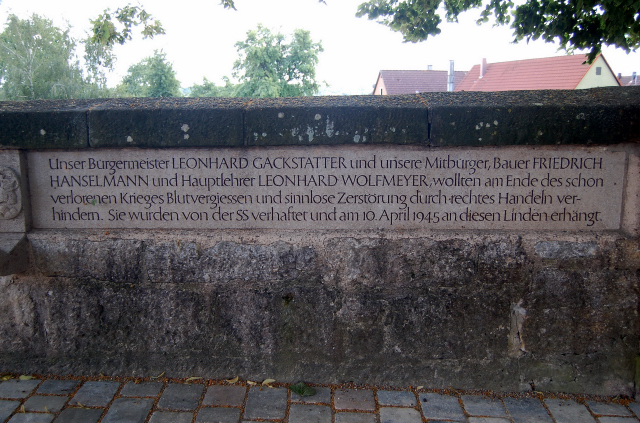
Memorial en Brettheim

Brettheim es una población en el distrito de Schwäbisch Hall de Baden-Württemberg. Simon ordenó la ejecución de Friedrich Hanselmann, Leonhard Gackstatter y Leonhard Wolfmeyer por Wehrkraftzersetzung ("socavar la moral militar") el 10 de abril de 1945. El granjero Hanselmann le había quitado las armas a unos niños de 15 años de las Juventudes Hitlerianas y las había lanzado a un estanque local. Los niños reportaron los hechos a su oficial comandante SS-Sturmbannführer Gottschalk, que hizo arrestar a Hanselmann. Gottschalk sentenció a Hanselmann a muerte y pidió al alcalde de Brettheim, Gackstatter, y al maestro Wolfmeyer que confirmaran la sentencia. Los dos hombres lo rechazaron y fueron por consiguiente también arrestados y sentenciados a muerte. Los hombres fueron ejecutados en la horca y colgados de un árbol en la entrada del cementerio local. Simon ordenó que los cuerpos los dejaran colgados durante cuatro días. El 17 de abril de 1945 tanques estadounidenses se acercaron a la villa. Las SS declararon Brettheim como "piedra angular de la defensa alemana" e impidieron que se izaran banderas blancas. Los estadounidenses abrieron fuego, y en poco tiempo la villa se convirtió en un infierno ardiente. Murieron 17 civiles.
El 1 de mayo de 1945 el Cuerpo se rindió a las fuerzas estadounidenses.

## Condena por crímenes de guerra
Después de la guerra, Max Simon fue sentenciado a muerte por un tribunal británico por su participación en la masacre de Marzabotto. Esta sentencia posteriormente fue conmutada por cadena perpetua. Simon fue liberado de la cárcel en 1954.
Simon fue subsiguientemente juzgado tres veces por tribunales de Alemania Occidental por los asesinatos en Brettheim y otros crímenes, pero "para horror del público de Alemania Occidental", fue hallado no culpable. Simon murió en 1961. Incluso en su muerte, Simon causó controversia, ya que la organización de antiguos miembros de las Waffen-SS, HIAG, intentó publicar un obituario glorificador por él en el periódico alemán Frankfurter Allgemeine. Para indiganción del HIAG, el periódico rechazó publicar el obituario.

## Condecoraciones
- Broche de la Cruz de Hierro (1939) 2.ª Clase (13 de septiembre de 1939) & 1.ª clase (2 de octubre de 1939)[6]
- Cruz de Caballero de la Cruz de Hierro con Hojas de Roble
  - Cruz de Caballero el 20 de octubre de 1941 como SS-Oberführer y comandante del SS-Totenkopf-Infanterie-Regiment 1[7]
  - Hojas de Roble el 28 de octubre de 1944 como SS-Gruppenführer y Generalleutnant de las Waffen-SS y comandante de la 16. SS-Panzergrenadier-Division "Reichsführer-SS"[8]
- Cruz Alemana en Oro el 9 de octubre de 1944 como SS-Gruppenführer y Generalleutnant de las Waffen-SS en la 16. SS-Panzergrenadier-Division "Reichsführer-SS"[9]